# كلامس مخاطي
كلامس مخاطي (الاسم العلمي: Myxochlamys)، جنس نباتات مُزهرة من فصيلة الزنجبيلية.
موطنه الأصلي بورنيو.
الأنواع:
- Myxochlamys amphiloxa R.J.Searle
- Myxochlamys mullerensis A.Takano & Nagam.